# C3-Benzole
Als C3-Benzole bezeichnet man in Chemie und Technik eine Gruppe von Verbindungen, bei denen Benzol mit drei weiteren Kohlenstoffatomen nur in Form von Alkylresten substituiert ist.
Zu diesen Stoffen mit der Summenformel C9H12 und einer molaren Masse von 120,19 g·mol−1 gehören 8 Verbindungen in 3 Gruppen:
- die drei Trimethylbenzole (Hemellitol, Pseudocumol, Mesitylen)
- die drei Ethylmethylbenzole
- das Cumol und das n-Propylbenzol